# Wobulateur

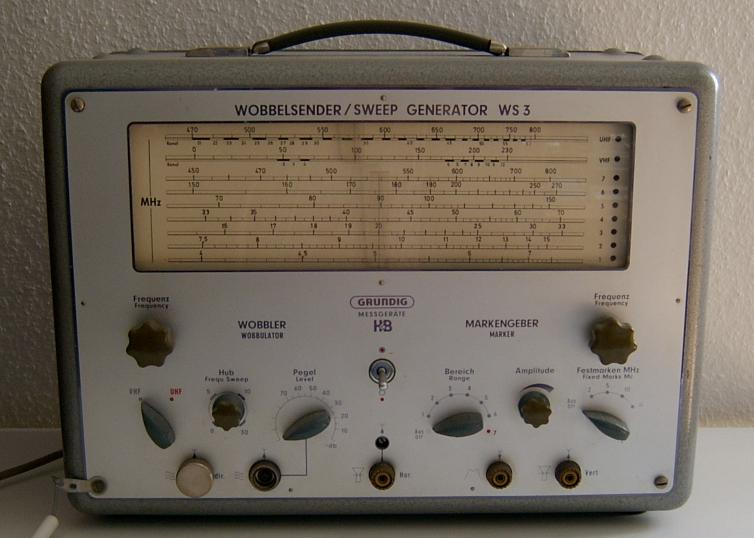
Un Wobulateur

Un wobulateur, ou wobuloscope lorsque l'appareil possède un oscilloscope intégré, est un instrument de mesure destiné à créer un signal électrique spécial.
Il est destiné à la mise au point et au dépannage des équipements radiofréquence comme les récepteurs de télévision et les amplificateurs large bande.
Le terme wobulateur est un anglicisme de wobbulator, lui même issu d'un mot-valise entre les termes anglais "wobble" qui signifie osciller et "oscillator" qui signifie oscillateur.

## Fonctionnement
Le wobulateur est un générateur de signal qui délivre une tension haute fréquence dont le niveau est constant, mais dont la fréquence varie de part et d'autre d'une fréquence centrale.
Le signal est formé par la somme ou bien la différence de deux fréquences interne à l'appareil. L'une variable et l'autre fixe. Le fonctionnement est, sur ce point, similaire au générateur de balayage.
Le signal ainsi wobulé est soumis au circuit en étude dont on veut relever la courbe de sélectivité sur un oscilloscope. La courbe affichée sur l'oscilloscope est synchronisée et en phase avec la fréquence variable du générateur.
La courbe obtenue sur l'oscilloscope est marquée en mélangeant une tension de marquage au signal wobulé. De manière à observer, sur la courbe, des fréquences spécifiques. Le marquage est ici la spécificité du wobulateur, possibilité que ne possède pas le simple générateur de balayage.

## Champ d'application

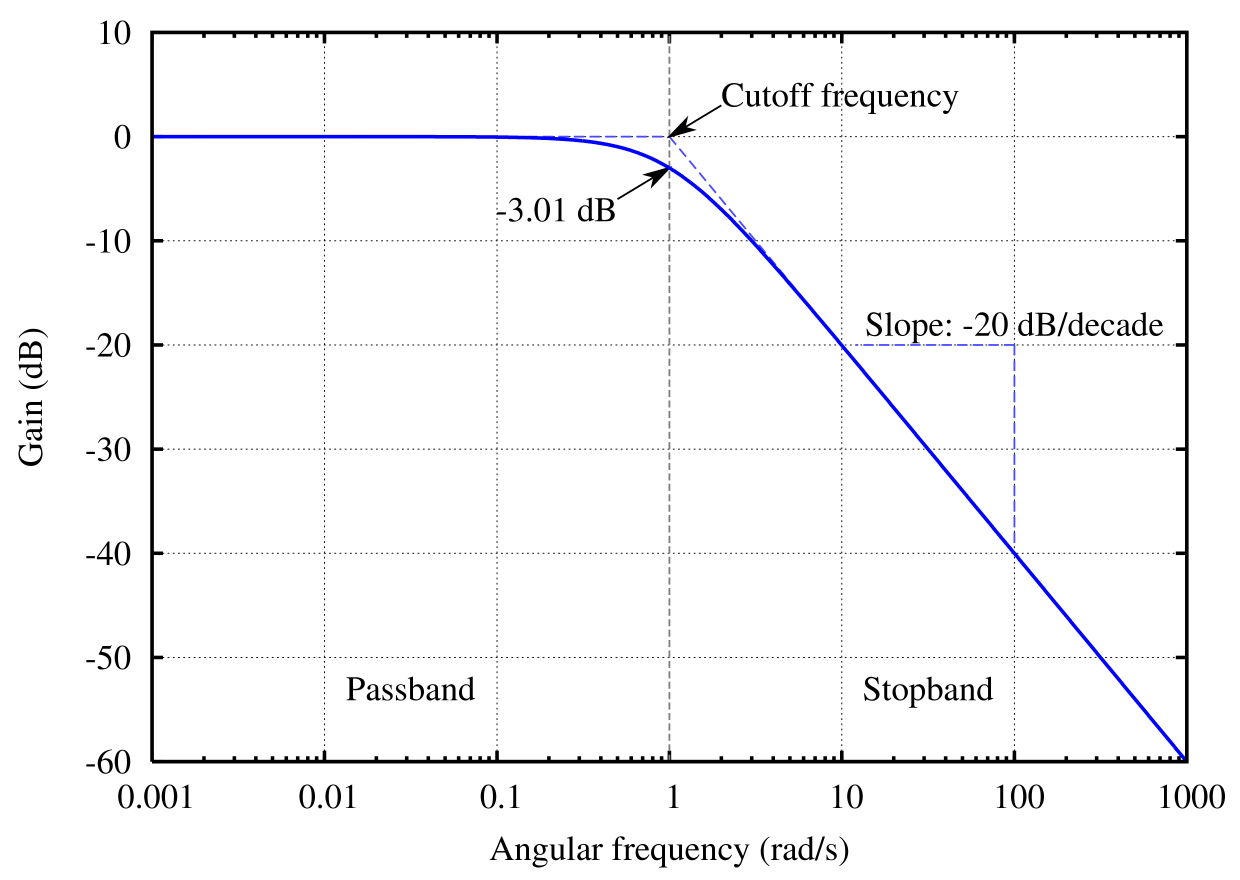
Réponse en fréquence d'un filtre passe-bas

Le wobulateur trouvait sa place dans les laboratoires de conception d'appareils et dans les magasins de maintenance d'électronique. Le réglage des postes de télévision et des récepteurs radio analogique à tubes nécessitait cet appareil.
Il est rendu obsolète par la disparition des circuits radiofréquence analogique à base de bobines, condensateurs et tubes électroniques. Ces circuits étaient présents dans l'électronique grand public jusqu’à la fin des années 1980.

De plus, l'apparition de générateurs de fonctions et de générateurs de balayage numérique l'ont condamné. Ils sont capables de rivaliser avec lui en termes de bande passante et de pureté du signal.